# Cimetière du Chesnay
Le cimetière du Chesnay-Rocquencourt est le cimetière de la commune du Chesnay-Rocquencourt, près de Paris dans le département des Yvelines. Il se trouve contre l'église Saint-Germain du Chesnay. Ville résidentielle proche de Versailles, Le Chesnay-Rocquencourt, née de la fusion des communes historiques  Le Chesnay et Rocquencourt, a attiré au XIXe siècle une population plutôt aisée, notamment sous le Second Empire et au début de la Troisième République, ce qui se reflète dans le style des sépultures dont certaines sont remarquables et encore préservées, surtout à côté de l'église.
On remarque derrière l'église le mausolée imposant de deux familles alliées par mariage, les Ney d'Elchingen et celle des princes Murat. 

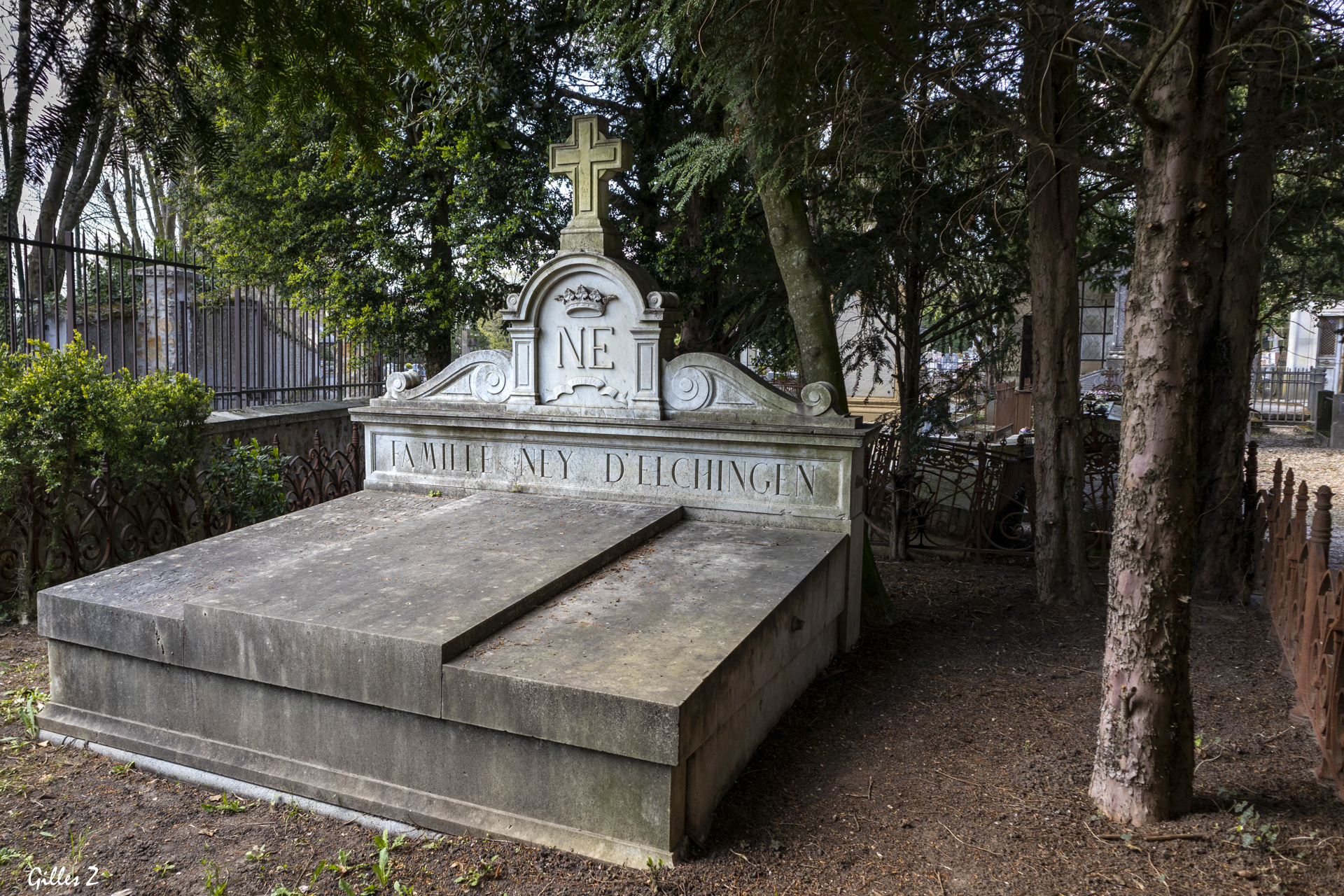
Mausolée de la famille Ney d'Elchingen.

Le monument aux morts se trouve face à l'allée principale.

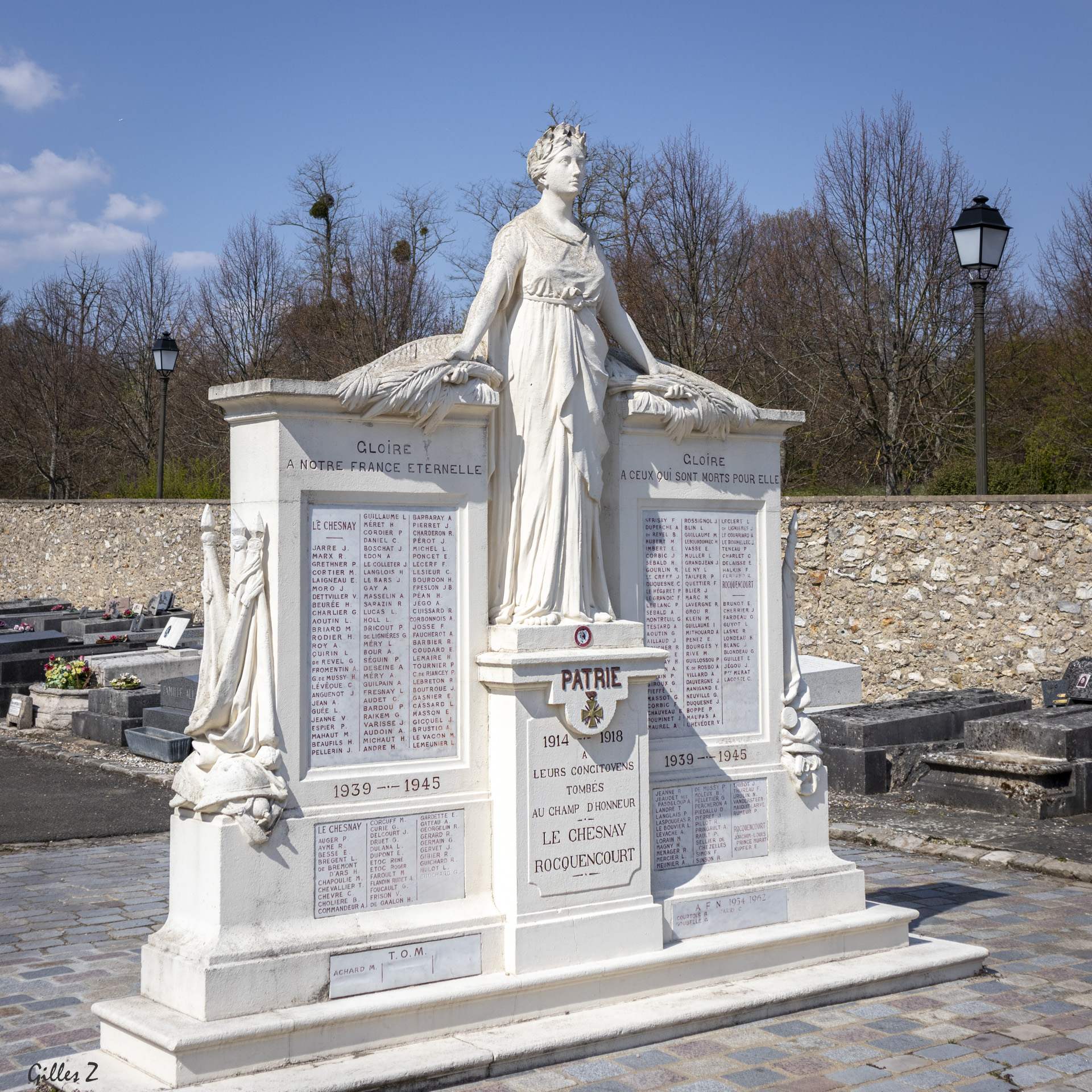
Monument aux morts Le Chesnay Rocquencourt.

## Personnalités inhumées
- Famille Caruel de Saint-Martin, famille d'origine normande ayant fait fortune dans les tabacs. Quatre tombes dans un enclos abritent entre autres Jean-Baptiste (1757-1847), directeur de la manufacture de tabac et oncle de Géricault ; Paul (1809-1889), maire du Chesnay et député de Seine-et-Oise. Son épouse mourut dans l'incendie du Bazar de la Charité (1897).
- Pierre Clostermann (1921-2006), aviateur, compagnon de la Libération, ingénieur, député et écrivain, grand-croix de la Légion d'honneur.
- Jean-Louis Forain (1852-1931), peintre et caricaturiste ; enterré avec son épouse, la peintre et sculptrice Jeanne Bosc (1865-1954).
- Elizabeth Anne Haryett Howard (1823-1865), dite « Miss Howard », actrice mondaine, maîtresse du futur Napoléon III, comtesse et châtelaine de Beauregard (La Celle-Saint-Cloud).
- Maurice Sulzbach (1853-1922), banquier, collectionneur d'œuvres d'art, et son épouse née  Marguerite Ida Premsel (1863-1945), cantatrice mondaine au temps du salon musical, bienfaitrice de la Société nationale de musique, tous deux châtelains du Chesnay. À leurs côtés repose leur gendre, Roger Maury de Lapeyrouse-Vaucresson (1880-1953), maire de La Baule-Escoublac de 1925 à 1935.
- Jacques Nestor Dutartre (1798-1841), juriste, membre du conseil de préfecture de Seine-et-Oise, bienfaiteur de la commune du Chesnay.
- Pierre Aubert (1873-1965), ingénieur polytechnicien, industriel, cofondateur en 1907 de la société Aubert et Duval, châtelain du Chesnay.
- Lou Bennett (1926-1997), organiste de jazz.

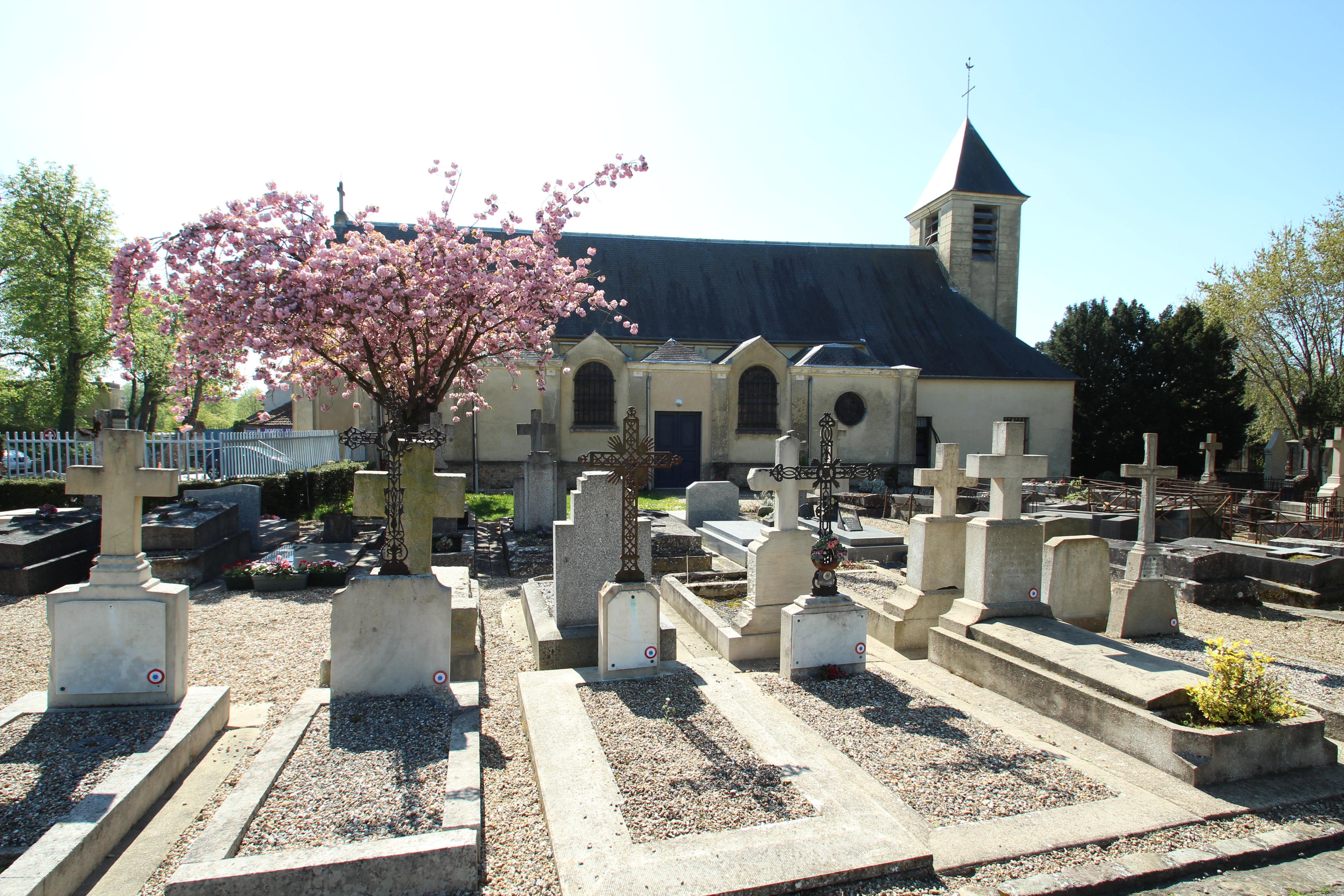
Entrée du cimetière derrière l'église.